# Solidus (chemia)
Solidus – linia lub powierzchnia na wykresie fazowym, na której kończy się przemiana cieczy w ciało stałe (początek tej przemiany określa likwidus). Po jednej stronie tej linii znajduje się ciało stałe (kryształy soli lub metalu), a po drugiej dwie fazy: ciało stałe i roztwór nasycony (ciekły lub stały) względem składników fazy stałej. Solidus jest linią dla układów dwuskładnikowych, a powierzchnią dla układów trójskładnikowych.